# Van Renoir tot Picasso
Van Renoir tot Picasso è un documentario del 1948 diretto da Paul Haesaerts e basato sulla vita dei pittori Pablo Picasso, Pierre-Auguste Renoir e Georges-Pierre Seurat.